# Parti d'action citoyenne

Le drapeau du Parti d'action citoyenne

Le Parti d'action citoyenne (en espagnol : Partido Acción Ciudadana, abrégé en PAC) est un parti politique du Costa Rica fondé en décembre 2000. Il se situe au centre, avec des courants social-démocrates et conservateurs. Il est parfois décrit comme populiste, avec une volonté de s'opposer aux partis politiques traditionnels et à la corruption. 

## Histoire
Dirigé par Ottón Solís Fallas, le PAC milite essentiellement contre la corruption et en faveur d'un plus grand investissement des citoyens dans la vie politique du pays. Il a également mené une vigoureuse campagne contre la ratification de l'Accord de libre-échange entre l'Amérique centrale, les États-Unis d'Amérique et la République dominicaine.
Sur le plan électoral, le PAC s'est immédiatement imposé comme l'une des principales forces politiques du pays, Ottón Solís Fallas obtenant 26 % des voix à l'élection présidentielle de 2002, puis 39,8 % en 2006. De nouveau candidat en 2010 sous les couleurs du Front électoral patriote progressiste, il obtient 25,2 % des voix. Aux élections législatives organisées simultanément, le PAC arrive en deuxième position avec 17,7 % des voix et 11 sièges, contre 25,3 % et 17 sièges en 2006.
Le 6 avril 2014, lors du second tour de l'élection présidentielle costaricienne de 2014, Luis Guillermo Solís, membre de ce parti, est élu président de la république du Costa Rica avec 77,0 % des voix et entre en fonction le 8 mai de la même année. Élu principalement sur la promesse de s'opposer au traité de libre-échange avec les États-Unis, il souligne son intention de continuer à faire du Costa Rica une économie ouverte aux marchés et aux investissements étrangers, tout en s'efforçant d'éviter l'accroissement des inégalités sociales.
Quatre ans plus tard, c'est Carlos Alvarado qui est élu à son tour président et succède à Luis Guillermo Solís le 8 mai 2018.
En revanche, lors de la présidentielle de 2022, le candidat du PAC, Welmer Ramos González, ministre des Finances de 2014 à 2017, est éliminé dès le premier tour.

## Résultats électoraux

### Élections présidentielles
| Élection | Candidats             | Premier tour | Premier tour | Second tour | Second tour | Résultats |
| Élection | Candidats             | Voix         | %            | Voix        | %           | Résultats |
| -------- | --------------------- | ------------ | ------------ | ----------- | ----------- | --------- |
| 2002     | Ottón Solís Fallas    | 400 861      | 26,19        |             |             | 3e        |
| 2006     | Ottón Solís Fallas    | 646 382      | 41,11        |             |             | 2e        |
| 2010     | Ottón Solís Fallas    | 478 877      | 25,06        |             |             | 2e        |
| 2014     | Luis Guillermo Solís  | 629 866      | 30,64        | 1 276 287   | 77,76       | 1er       |
| 2018     | Carlos Alvarado       | 439 388      | 21,66        | 1 293 668   | 60,66       | 1er       |
| 2022     | Welmer Ramos González | 13 803       | 0,66         |             |             | 10e       |

### Élections législatives
| Élection | Députés | Députés | Députés |
| Élection | Voix    | %       | Élus    |
| -------- | ------- | ------- | ------- |
| 2002     | 334 162 | 22,0    | 14 / 57 |
| 2006     | 409 030 | 25,3    | 17 / 57 |
| 2010     | 334 636 | 17,6    | 11 / 57 |
| 2014     | 480 969 | 23,5    | 13 / 57 |
| 2018     | 321 203 | 16,3    | 10 / 57 |
| 2022     | 44 632  | 2,1     | 0 / 57  |